# Manuelle Therapie
Die manuelle Therapie (MT) dient in der Medizin der Behandlung von Funktionsstörungen des Bewegungsapparats (Gelenke, Muskeln und Nerven). Im engeren Sinne versteht hierunter die Anwendung manualtherapeutischer Techniken durch speziell fortgebildete Physiotherapeuten, welche nach entsprechender ärztlicher Heilmittelverordnung durch die Krankenkassen bezahlt werden. Von der ärztlichen Manuellen Medizin unterscheidet sie sich darin, dass sie in Deutschland keine ruckartigen Techniken, sog. Techniken mit Impuls (Manipulation) an der Wirbelsäule, anwenden darf. In alternativmedizinischen Behandlungsformen wird darüber hinaus auch die Behandlung von vielfältigen Beschwerden anderer Körperregionen und von generalisierten Befindungsstörungen als manuelle Therapie verstanden.

## Begriffe
In einem damaligen orthopädischen Standardwerk wurden 1981 unter der Kapitelüberschrift Manuelle Medizin (Chirotherapie) die Fachbegriffe manuelle Therapie, manuelle Medizin, manuelle Behandlungsmethoden, manuelle Behandlungstechniken, Manualtherapie und Manualmedizin ohne deutliche Abgrenzungen neben einander benutzt.

## Methodische Ausprägungen
Die Behandlung mit bestimmten Griff- und Massagetechniken findet bereits seit dem klassischen Altertum statt und wird in verschiedenen medizinischen Richtungen unter diversen Bezeichnungen und von verschiedenen Berufen, etwa von Ärzten, Physiotherapeuten und Heilpraktikern, ausgeübt. Die hier vorgenommene Darstellung soll einen Überblick über verschiedene Formen bzw. Schulen geben:

### Manuelle Medizin (Zusatzweiterbildung für Ärzte)
Manuelle Medizin ist in Deutschland seit 1976 eine geschützte Zusatzbezeichnung für Ärzte, die manuelle Behandlungen anbieten. Zum Führen der Zusatzbezeichnung ist eine von der zuständigen Landesärztekammer anerkannte Weiterbildung nachzuweisen.

### Manuelle Therapie (Zusatzweiterbildung für Physiotherapeuten)
In Deutschland ist die manuelle Therapie eine geschützte physiotherapeutische Behandlungsform, die mittels einer Heilmittelverordnung durch den behandelnden Arzt nach vorheriger Diagnosestellung verordnet werden kann. Die Menge der verordneten Therapien richtet sich nach der Diagnose und dem bundeseinheitlichen Heilmittelkatalog von 2004, der die Behandlungsmenge festsetzt. Die Ausbildung zum Manualtherapeuten umfasst in Deutschland (gemäß § 125 SGB V über die Versorgung mit physiotherapeutischen Leistungen) eine mindestens 260-stündige Fortbildung, die in den meisten zugelassenen Fortbildungseinrichtungen weit über diese Mindeststundenzahl hinausgeht. In der Regel umfasst diese ca. 400 Stunden mit einer zusätzlichen Abschlussprüfung. Diese Zusatzqualifikation berechtigt den Physiotherapeuten/Masseur zur Abrechnung der Heilmittelposition Manuelle Therapie.

### Orthopädische Manuelle Therapie (Zusatzweiterbildung für Physiotherapeuten)
Orthopädische Manuelle Therapie (OMT; auch Orthopädische Manuelle Physiotherapie, OMPT) ist eine Spezialisierung zur Behandlung neuromuskulärer Beschwerden.
Seit Mitte der 2000er Jahre gibt es in Deutschland für Physiotherapeuten die Möglichkeit, die Qualifikation Orthopädische Manuelle Therapie (OMT) zu erwerben. Diese auf die normale manualtherapeutische Ausbildung aufbauende Zusatzqualifikation wird in Deutschland von OMT Deutschland angeboten. Diesem Dachverband gehören vier OMT-Schulen, die in Deutschland Therapeuten ausbilden und zertifizieren, an. International wird diese Ausbildung von der International Federation of Manipulative Physiotherapists (IFOMPT) standardisiert. Die vorgeschriebene mindestens 660-stündige Ausbildung wird in der Regel auf mehr als 1000 Stunden ausgedehnt. Sie wird außerdem an der FH Osnabrück als Masterstudiengang und an der Hochschule Fresenius in Idstein angeboten. Der Abschluss erfolgt als Master of Science.

### Osteopathische Therapiekonzepte (aus den USA)
Osteopathie, englisch Osteopathy, ist eine alte Bezeichnung; begründet um 1870 von dem US-amerikanischen Arzt Andrew Still. Still bezog sich auf eigene Erfahrungen und überlieferte volksheilkundliche Traditionen der amerikanischen Landbevölkerung. Spezielle Lockerungs- und Grifftechniken sollen „Bewegungseinschränkungen“ der Knochen und Muskeln aufheben, welche für Schmerzen, Verdauungsprobleme, Menstruationsbeschwerden und andere Symptome verantwortlich seien. Auf dieser Basis wurden verschiedene Therapiekonzepte entwickelt, die z. T. auch Eingang in die o. g. Zusatzweiterbildungen für Ärzte und für Physiotherapeuten integriert worden sind.
- Chiropraktik (oder -praxis, englisch chiropractic) (von griechisch mit der Hand gemacht) stammt von dem US-amerikanischen Alternativmediziner Daniel David Palmer, ca. 1897: „Verrenkte“ Wirbel werden durch Druck und Zug gerichtet, dazu kommen Entspannungs- und Dehnübungen der Arme und Beine. Chiropraktik soll nach Ansicht ihrer Vertreter eine Weiterentwicklung darstellen, indem außer der Wirbelsäule auch die übrigen Gelenke behandelt werden. In der heutigen Zeit sind die erbitterten Rivalitäten der Osteopathen und Chiropraktiker des 19. und frühen 20. Jahrhunderts kaum noch nachzuvollziehen.

- Cranio-Sacral-Therapie ist eine ebenfalls aus den USA stammende Entwicklung des Osteopathen William G. Sutherland (1936). Sie hat deutlich esoterische Komponenten; insbesondere soll ein angenommener „Energiefluss“ der Hirnflüssigkeit wiederhergestellt werden, indem Bewegungseinschränkungen der Wirbelsäule behandelt werden. Die heutige Bedeutung der CST ist geringer als die der Osteopathie und Chiropraktik.

- Ortho-Bionomy ist eine vom Anglokanadier Arthur Lincoln Pauls entwickelte Methode, die Elemente von Osteopathie, Physiotherapie und TCM aufweist.

- Rolfing Methode der Strukturellen Integration, setzt primär an den Faszien an und hat als Ziel, die Körperstruktur in eine harmonischere Ausrichtung zur Schwerkraft zu bringen.

### Manualtherapeutische Verfahren in der Traditionell Chinesischen Medizin
In der Traditionell Chinesischen Medizin bestehen verschiedene Therapiekonzepte, wie Akupunktur, Shiatsu und Tuina, welche mit der Vorstellung von nervalen, reflektorischen oder „energetischen“ Verbindung der Knochen und Gelenke arbeiten.

### Manuelle Therapie in Norwegen
In Norwegen stellt die Manuelle Therapie einen Bestandteil der akademischen Ausbildung von Physiotherapeuten dar. In diesem Rahmen dürfen diese ärztliche Verantwortungsbereiche, z. B. das Ausstellen von kurzzeitigen Krankmeldungen, Überweisungen und Verordnungen, übernehmen.

### Naprapathie (Zusatzweiterbildung in Schweden)
Naprapathie (ein Diagnose- und Behandlungssystem der Neuro-Skeletomuskulär-Medizin) ist in Schweden ein geschützter Berufstitel für sogenannte Doctors of Naprapathy oder Doctors of Naprapathic Medicine, D. N. oder DN, (leg. Naprapat) die orthopädisch-manuelle Medizin anbieten. Um praktizieren zu können, benötigen Naprapathen in Schweden eine staatliche Lizenz (Legitimation). Sie stehen unter der Aufsicht der staatlichen Gesundheitsbehörde und haben eine autonome, diagnostische Verantwortung für neuro-skeletomuskuläre Dysfunktionen, etwa in der Sportmedizin. Die Ausbildung zum Naprapathen, D. N. dauert fünf Jahre. Auch in den USA, Finnland und Schweden werden Ausbildungen angeboten.

### Manualtherapeutische Verfahren in der Behandlung von Faszien
In verschiedenen manualtherapeutischen Verfahren, etwa der Massage oder der im Rahmen der Ausbildung zum Facharzt bzw. zum Physiotherapeuten erlernten Techniken zur Behandlung der verschiedenen Gewebsschichten (Haut, Unterhaut, Faszien, Muskulatur, Sehnen und Sehnengleitgewebe, Bänder, Periost und Schleimhäute), z. B. Bindegewebsmassage, Periostmassage, Colonmassage, werden bindegewebige Strukturen immer mitbehandelt. In den letzten Jahren sind zudem zahlreiche Therapiekonzepte zur spezifischen Behandlung von Faszien entwickelt worden, z. B. Fasciatherapie oder Fasziendistorsionsmodell.

### Weitere manualtherapeutische Verfahren in der Alternativmedizin
Zudem gibt es Therapierichtungen, welche neben Magen-Darm-Beschwerden auch die Behandlung von psychischen Beschwerden, Angstneurosen, Depressionen und Entwicklungsstörungen anstreben. Das KISS-Syndrom (kopfgelenkinduzierte Symmetriestörungen von Kindern) ist ein Beispiel für eine häufige alternativmedizinische Diagnose, die durch manuelle Therapie behandelt wird, aber in der wissenschaftlichen Medizin keine Entsprechung hat. Weitere Therapieformen stellen beispielsweise die Dorn-Therapie und die Triggerpunkttherapie dar.